# نقش نوبا
نقش نوبا هو نص إسلامي مبكر عُثر عليه فوق محراب المسجد العمري بقرية نوبا بالقرب من الخليل. نص النقش «بسم الله الرحمن الرحيم هذه الضيعة نوبا بحدودها وأطرافها، وقف على صخره بيت المقدس والمسجد الأقصى وقفها أمير المؤمنين عمر إبن الخطاب لوجه الله تعالا». يلحظ أن النص به أخطاء إملائية وموقعه غريب فقرية نوبا ليست أكبر ولا أهم قرى الخليل.

## محاولات قراءة النقش
أول من حاول قراءة النص هو رجل بريطاني (ربما من مصلحة آثار فلسطين الانتدابية) في عام 1947، ولكنه سقط وكسر عند خروجه من المسجد، فترك أوراق التفريغ عند أحد وجوه القرية.
المحاولة الثانية والناجحة هي محاولة الباحثة الباحثة نجاح أبو سارة من جامعة الخليل في عام 1999 والتي أدرجت قراءة النص في الباب الأول من رسالة الماجستير التي ناقشتها في الجامعة الأردنية. وصفت أبو سارة النقش بأنه محفور في حجر رملي بني فاتح ذي سطح خشن، بأبعاد 77 × 49 سم، وحروفه غائرة موزعة على ستة أسطر غير منتظمة دون فواصل، مكتوبة بالخط الكوفي البسيط. ولكنها رأت أن النقش لا يعود إلى عهد عمر بن الخطاب وإنما نقش في العصور اللاحقة، وإضافة اسم عمر بن الخطاب فيه ليس إلا من باب إضفاء الأهمية.
قال الأكاديميان الإسرائيليان رافين وأبراهام في عام 2016 أن النص مكتوب بالخط الكوفي وأنه يعود للقرن الثالث أو الرابع الهجري وطرحا فرضية أن النص يدل على وجود آثار للهيكل.
قال الباحث عدنان أبو دية في عام 2020 أن النص مكتوب بخط النسخ فهو لا يشابه النقوش الأخرى العائد لفترة الخلافة وإنما يرجع النقش لفترة ما بعد العصر الأيوبي التي كثرت فيها الأوقاف في فلسطين.

## فرضية الهيكل
قال الأكاديميان الإسرائيليان رافين وأبراهام أن هذا النص يعترف اعترافًا ضمنيًا بوجد بناء مقدس في القدس (الهيكل اليهودي)، لأن قبة الصخرة ذكرت فيه بكلمة صخرة بيت المقدس المشابهة للكلمة العبرية بيت هميكداش التي تطلق على المعبد. تبعهم على هذا القول عدد من الأكاديميين والصحف الإسرائيلية.
رد الباحث عدنان أبو دية على هذا الأمر بقوله إن تشابه نطق بيت المقدس في اللغتين العربية والعبرية قريب بسبب أنهما من عائلة اللغات السامية وأن كلمة بيت المقدس لم ترد في الأدبيات الجاهلية وهو ما كان يفترض إن كان النص مأخوذ من العبرية، وأن لفظ بيت المقدس في الأحاديث النبوية وكتابات الرحالة المسلمون اللاحقة إنما يقصد بها مدينة القدس وليس مبنى محدد.

## الروابط الخارجية
- النصوص القيمة